# Eureka (Rooney)
Eureka è il terzo album in studio del gruppo musicale statunitense Rooney, pubblicato l'8 giugno 2010.

## Tracce
1. Holdin' On – 4:07
2. I Can't Get Enough – 3:06
3. Only Friend – 3:51
4. Into the Blue – 3:33
5. All or Nothing – 3:55
6. The Hunch – 2:30
7. I Don't Wanna Lose You – 3:10
8. Stars and Stripes – 4:00
9. Go On – 3:20
10. You're What I'm Looking For – 3:37
11. Not in My House – 3:29
12. Don't Look at Me – 3:59

Tracce bonus Deluxe
1. Pity – 3:26
2. I Don't Wanna Lose You (Acoustic) – 3:14
3. Can't Put Your Heart Around Everyone – 3:14
4. Go on (Acoustic Version) – 3:40